# Kebab

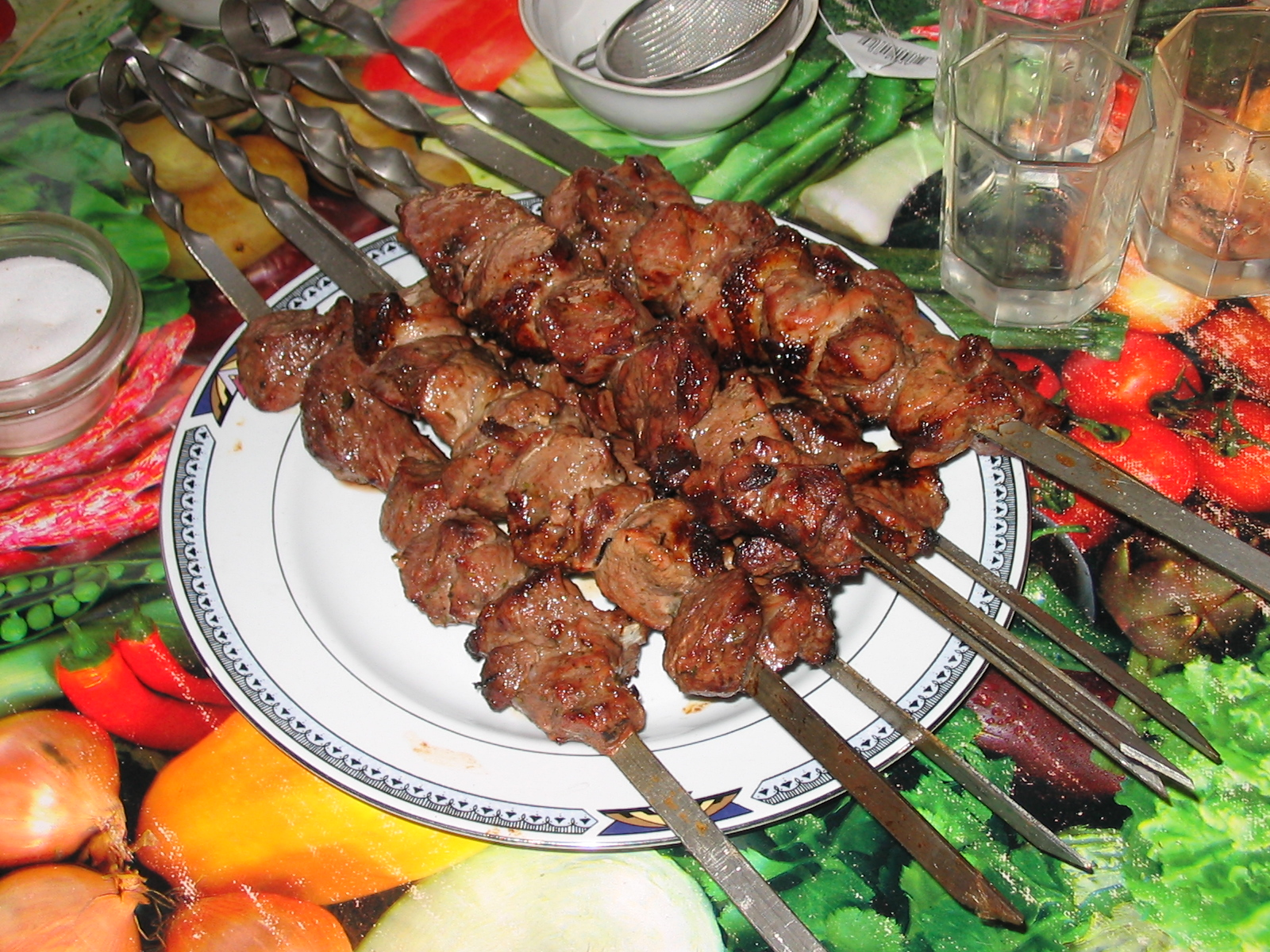
Kebab xiên Shashlik

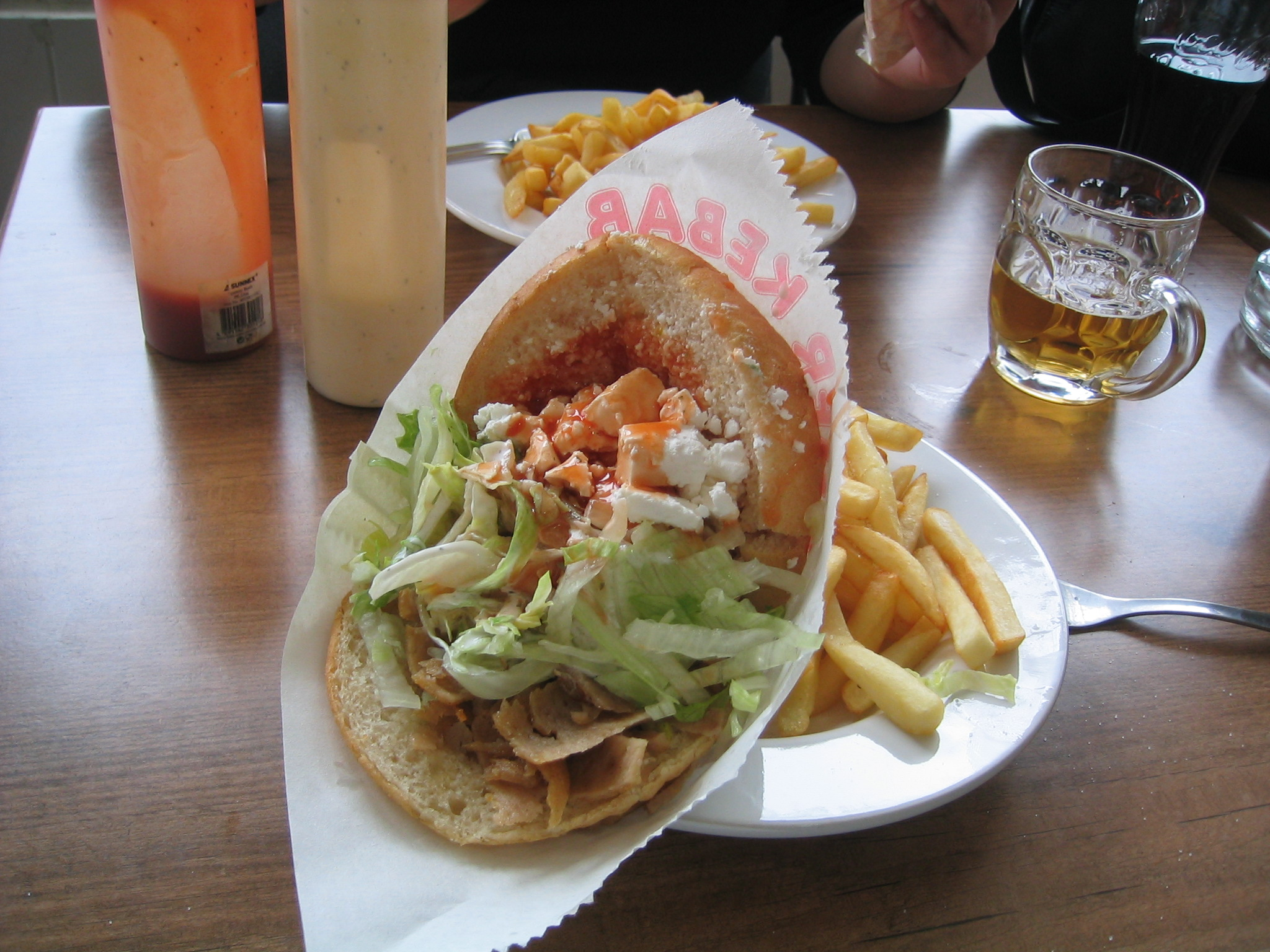
Bánh mì Doner kebab.

Kebab (còn được viết kebap, kabab, kebob, kabob, kibob, kebhav, kephav) là món ăn sử dụng thịt cắt miếng rồi xiên vào que nướng trên than hồng phổ biến tại Trung Đông, Đông Địa Trung Hải, và Nam Á... Các món kebab rất đa dạng, thông thường sử dụng thịt cừu và bò, ngoài ra còn có gà, lợn, dê, và cả cá, tôm, cua. Người Hồi giáo và Do Thái không dùng thịt lợn làm kebab vì lý do tôn giáo, nhưng kebab thịt lợn xuất hiện ở Ấn Độ, Hy Lạp, Armenia... Theo chân những di dân sang Tây phương, các món kebab hiện nay rất phổ biến tại châu Âu.

## Từ nguyên học
Từ kabab (کباب) bắt nguồn từ tiếng Ba Tư, nghĩa gốc là thịt rán, không phải thịt nướng. Từ Ả rập này có khả năng bắt nguồn từ tiếng Aramaic כבבא kabbābā, có nguồn gốc là tiếng Akkad kabābu có nghĩa là "đốt cháy". Vào thế kỷ XIV, kebab được định nghĩa là đồng nghĩa với tabahajah, một từ tiếng Ba Tư chỉ đĩa thức ăn có món thịt rán. tiếng Ba Tư được đánh giá sử dụng nhiều hơn trong thời Trung Cổ. Từ Kebab đã tiếng Ba Tư dụng thường xuyên tiếng Ba Tưc uốn sách  chỉ những khoanh thịt làm từ thịt gà và thịt cừu. Mãi đến thời kỳ Đế quốc Ottoman, kebab mang nghĩa shish kebab, trong khi đó shiwa` شواء là từ tiếng Ả rập chỉ thịt nướng, mới xuất hiện. Kebab vẫn mang nghĩa gốc cho những đĩa thức ăn hầm như tas kebab. Tương tự như thế, kebab halla là đĩa thức ăn của người Ai Cập gồm hành và thịt bò được hầm cùng nhau.